# دبیرستان کرمنتس

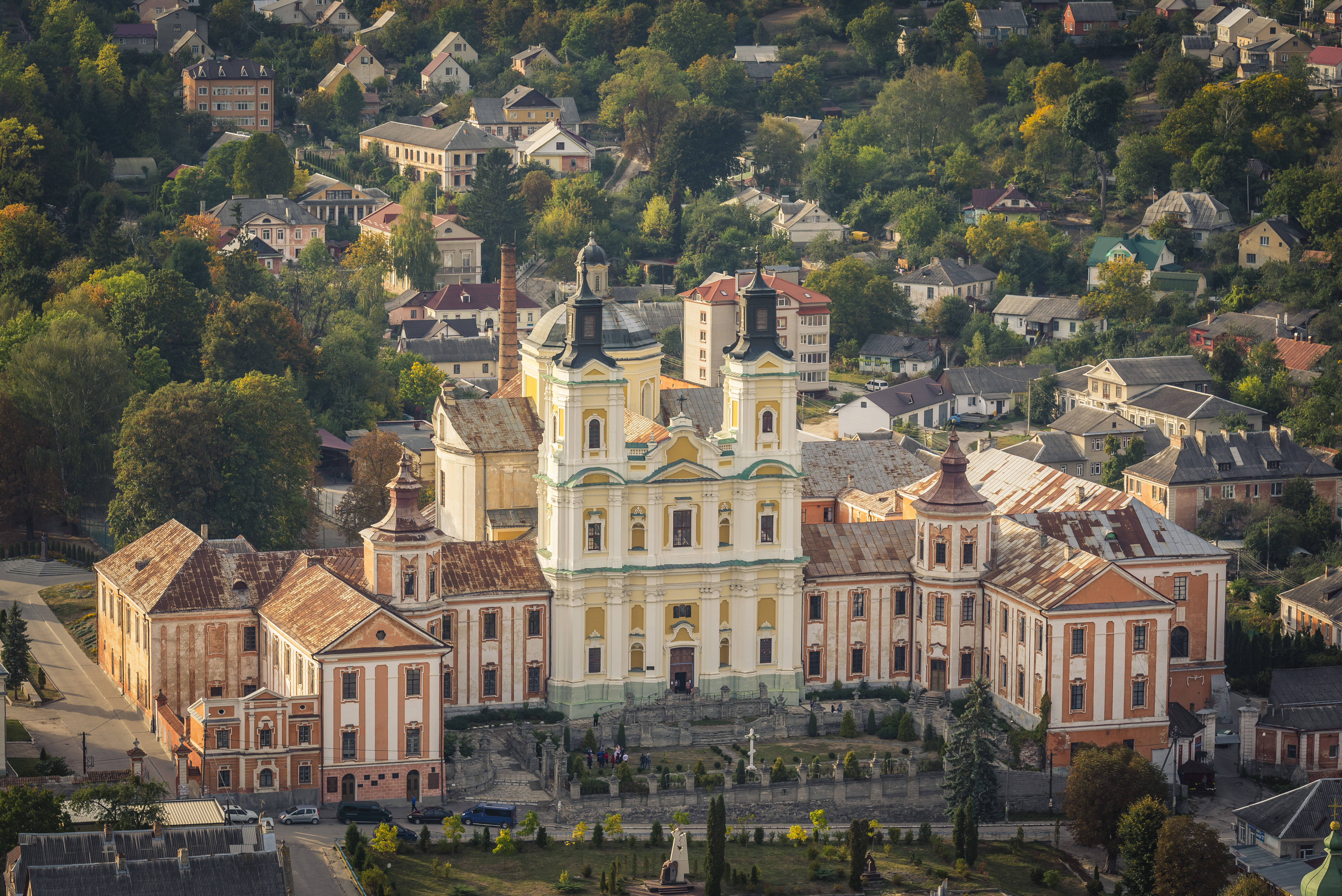
نمای ساختمان قدیمی دبیرستان کرمنتس

دبیرستان کرمنتس (اوکراینی: Крем'янецький ліцей) که گاهی اوقات به عنوان «وولینیا» ی آتن و «مدرسه زاکی» نامیده می‌شود یک مدرسه متوسطه مشهور لهستانی است که در سال‌های ۱۸۰۵–۳۱ و بعد از دوره میان‌دوجنگ، در ۱۹۲۲–۳۹ در کرمنتس در اوکراین فعلی قرار دارد.

## تأسیس

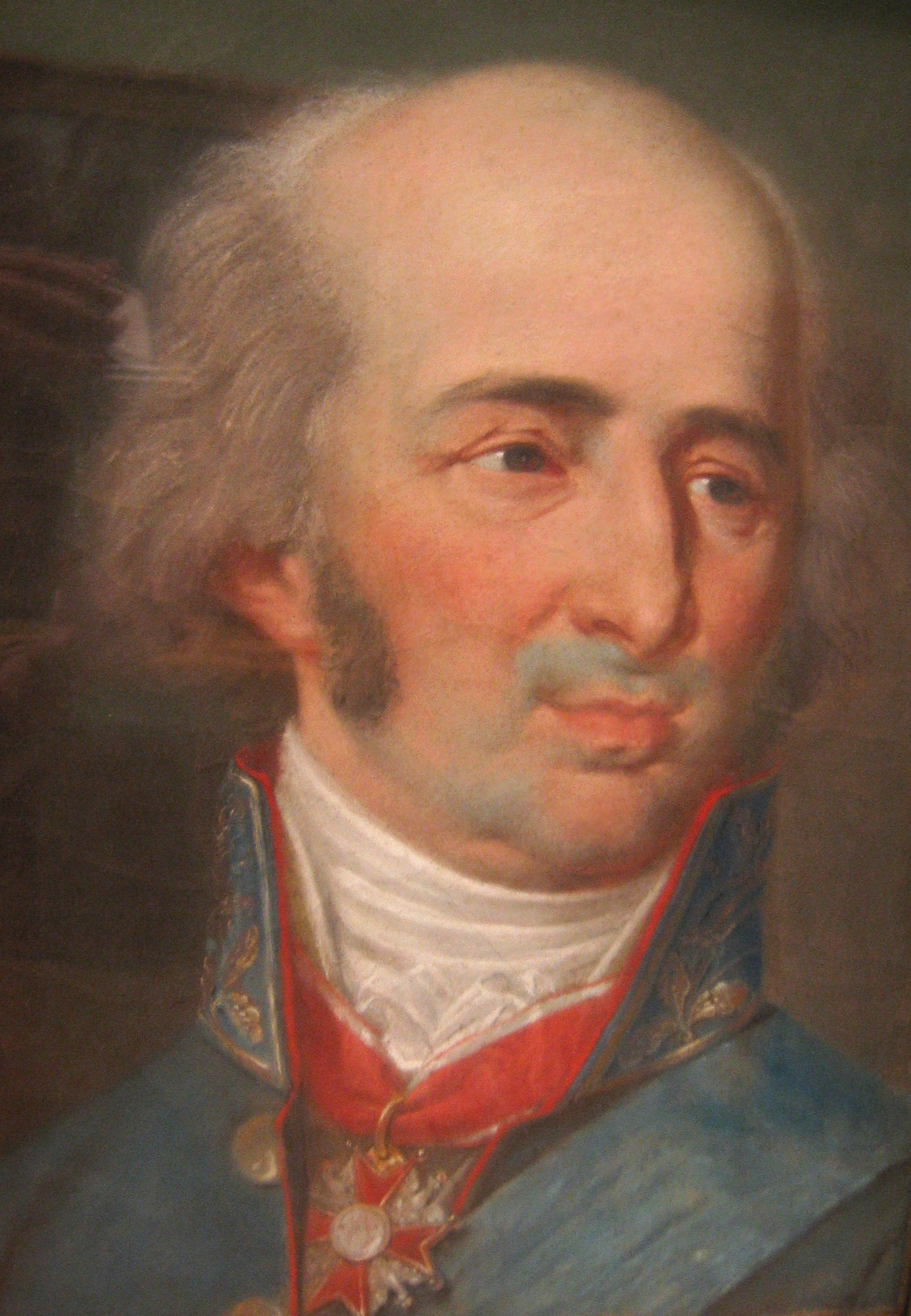
تادئوشز زیاکی

این مدرسه توسط تادئوشز زیاکی و با کمک هوگو کوشتاج تأسیس شد، که در اوایل قرن نوزدهم مدیر ناحیه مدرسه سه گوبرنیای امپراتوری روسیه بود. حاکم روسیه تأسیس مدرسه را در ۱۸ مه ۱۸۰۳ اعلام کرد. این مدرسه زیر نظر دانشگاه پر رونق ویلنو سازماندهی شد.